# Rynek równoległy
Rynek równoległy – jeden z dwóch segmentów rynku giełdowego, przeznaczony dla papierów wartościowych dopuszczonych do publicznego obrotu, charakteryzujących się m.in. mniejszym kapitałem i niższą płynnością. 
Obejmuje on akcje spółek dopuszczonych do obrotu na Giełdzie Papierów Wartościowych, ale niespełniających warunków bycia notowanymi na rynku podstawowym.

## Warunki dotyczące notowania spółki na rynku równoległym
- Sporządzenie i zatwierdzenie odpowiedniego dokumentu informacyjnego przez właściwy organ nadzoru, chyba że sporządzenie i zatwierdzenie dokumentu informacyjnego nie jest wymagane;
- w stosunku do emitenta nie toczy się postępowanie upadłościowe lub likwidacyjne;
- zbywalność akcji nie jest ograniczona.